# Platypalpus rapidoides
Platypalpus rapidoides är en tvåvingeart som beskrevs av Chvala 1975. Platypalpus rapidoides ingår i släktet Platypalpus och familjen puckeldansflugor. Inga underarter finns listade i Catalogue of Life.